# Станар: Прича о лондонској магли
Станар: Прича о лондонској магли (енгл. The Lodger: A Story of the London Fog) је британски неми трилер из 1927. године, режисера Алфреда Хичкока, у коме главне улоге тумаче Мари Олт, Артур Чесни, Џун Трип, Малколм Кин и Ајвор Новело. Заснован је на истоименом роману који је написала Мари Белок Лаундс, као и на представи Ко је он?, чији је она била коаутор. Радња прати истрагу за серијским убицом, налик на Џека Трбосека, у Лондону.
Филм је објављен 14. фебруара 1927. у Лондону, односно 10. јуна 1928. у Њујорку. По изласку, часопис Bioscope је написао: „Могуће је да је ово најбољи британски филм икада снимљен”. Ово је био Хичкоков трећи филм и његов први трилер, а његов успех помогао му је да се пробије као редитељ.

## Радња
Филм почиње младом плавушом која вришти. Она је седма жртва серијског убице познатог као Осветник, који уторком увече вреба младе плавокосе жене по Лондону.
Те ноћи, плавокоса манекенка Дејзи Бантинг је на модној ревији када она и друге девојке чују вести. Плавокосе девојке су ужаснуте, крију косу тамним перикама или шеширима. Дејзи се враћа кући својим родитељима и свом драгом полицајцу Џоу, који су читали о злочину у новинама.
Згодан, али тајновит младић који јако подсећа на опис убице стиже у кућу Бантинговових и распитује се за њихову собу за изнајмљивање. Госпођа Бантинг му показује собу, која је украшена портретима лепих младих плавокосих жена. Он јој плаћа месечну кирију унапред. Станар окреће све портрете према зиду и тражи да се уклоне. Дејзи улази да уклони портрете и привучена је станаром. Дејзи и њена мајка се враћају доле, где чују тешке кораке станара док корача по соби.
Веза између Дејзи и повученог станара постепено постаје озбиљна, што чини Џоа, који је недавно додељен случају Осветник, несрећним. Госпођу Бантинг касно ноћу пробуди станар који излази из куће. Она покушава да претражи његову собу, али мали ормарић је чврсто закључан. Ујутро, још једна плавокоса девојка пронађена је мртва, одмах иза угла.
Полиција примећује да се убиства крећу ка насељу Бантингових. Бантингови верују да је станар Осветник и покушавају да спрече Дејзи да проводи време са њим. Следећег уторка увече, Дејзи и станар се искрадају на састанак до касно у ноћ. Џо их прати и суочава са њима, а Дејзи раскида с њим. Џо почиње да слаже догађаје претходних недеља и убеђује себе да је станар заиста Осветник.
Са налогом и двојицом колега, Џо се враћа да претражи станареву собу. Проналазе кожну торбу у којој се налази пиштољ, мапу са зацртаним локацијама убистава, исечке из новина о нападима и фотографију прелепе плавокосе жене, коју Џо препознаје као прву жртву Осветника. Станар је ухапшен упркос Дејзиним протестима, али успева да побегне у ноћ. Дејзи га налази везаног лисицама, без капута, како дрхти. Он објашњава да је жена на фотографији била његова сестра, прелепа дебитанткиња коју је Осветник убио на плесу, и да се заветовао својој мајци на самрти да ће привести убицу правди.
Дејзи води станара у паб и даје му бренди да се загреје, скривајући му лисице огртачем. Сумњичави мештани их прогоне, брзо прерастајући у руљу. Станар је опкољен и претучен, док Дејзи и Џо, који су управо чули да је прави Осветник ухваћен, узалуд покушавају да га одбране. Када се чини да је све изгубљено, млади продавац новина прекида руљу са вестима да је прави Осветник ухапшен. Руља пушта станара, који пада у Дејзино наручје. Нешто касније, показало се да се станар потпуно опоравио од повреда и да он и Дејзи срећно живе заједно.

## Улоге
| Глумац       | Улога                |
| ------------ | -------------------- |
| Мари Олт     | госпођа Бантинг      |
| Артур Чесни  | господин Бантинг     |
| Џун Трип     | Дејзи Бантинг        |
| Малколм Кин  | Џо Чендлер           |
| Ајвор Новело | Џонатан Дру / Станар |
| Ив Греј      | жртва                |

Алфред Хичкок има камео улогу. Он седи за столом у редакцији леђима окренут камери и користи телефон (5:33 минута након почетка филма). Ово је Хичкоков први препознатљив филмски камео, што је касније постала стандардна пракса за остале његове филмове. Хичкок је изјавио да је ово појављивање било последица тога што се глумац који је требало да игра телефонског оператера није појавио, па га је Хичкок заменио. Филмски проучавалац Вилијам Ротман примећује да је Хичкокова камео улога отпозади снимљена на веома сличан начин као код насловног станара. Према неким изворима, укључујући Франсоу Трифоа, Хичкок прави још један камео на самом крају филма у бесној руљи, али ова тврдња је оспорена.

## Продукција

### Претпродукција
Станар је заснован на истоименом роману Мари Белок Лаундс о убиствима Џека Трбосека, као и на представи Ко је он?, комичној сценској адаптацији овог романа коју је Хичкок видео 1915. године.
Британска штампа објавила је вест о филму почетком 1926. године, а Ајвор Новело је најављен као главни глумац у фебруару.
Првобитно, филм је требало да се заврши двосмислено у погледу невиности станара. Међутим, када је Новело добио улогу, студио је захтевао измене сценарија. Хичкок се присетио:
Нису дозволи да се Новело прикаже као могући зликовац. Публицитет је однео превагу, и морали смо да променимо сценарио како бисмо показали да је без сумње невин.
У још једном присећању, Хичкок је испричао како је био незадовољан овом одлуком, премда је представа Ко је он? имала сличан срећан крај.

### Снимање
Снимање је почело 25. фебруара 1926. и трајало је шест недеља. Пошто је Хичкок практиковао филмске методе које су одражавале оне немачког експресионизма, свака сцена не би трајала дуже од три минута. Према глумици Џун Трип: „Свеж из Берлина, Хич је био толико прожет вредношћу необичних углова камере и светлосних ефеката помоћу којих је стварао и одржавао драматичну напетост да би се често за сцену која не би трајала дуже од три минута на филму морало одвојити цело јутро за снимање.”
Џун је морала да иде на операцију на почетку снимања. У својој аутобиографији је написала да је као резултат тога што ју је Хичкок терао да изведе поновљене кадрове једне сцене, осетила „мучан бол негде у пределу ожиљка од слепог црева” и морала је да се врати у болницу.

### Редитељски стил
У кадрирању сцена, Хичкок је био под великим утицајем послератног хорора, друштвених немира и емоционалног страха од абнормалности и лудила. Филм је потпуно нем, али речи нису биле потребне с обзиром на визуелни метод приповедања.
Чувена сцена се дешава када Бантингови погледају у плафон своје кухиње, слушајући станара који корача изнад. Таваница тада постаје провидна и тада се види да станар хода по њој; за снимање ове сцене коришћен је дебели лист каљеног стакла. Према рецензији Филипа Кемпа, ова сцена је била састављена од „шездесет пет снимака за нешто више од шест минута, без картица са тиловима које би је прекинуле. Неки узнемирујући углови камере, укључујући један право низ степениште док видимо бестелесну руку станара која клизи низ гелендер.”
На почетку филма, соба за изнајмљивање је приказана испуњена сликама Едварда Берн-Џоунса на којима су наге плаве жене које личе на жртве Осветника, али међу њима је и слика Светог Ђорђа који спашава жену од жртвовања; ово може бити Хичкоков начин сугестије да станар није стварно убица.

### Постпродукција
Након што је одгледао Хичкоков готов филм, продуцент Мајкл Балкон је наводно био бесан и умало га је одложио. Након велике расправе, постигнут је компромис и филмски критичар Ајвор Монтагу је ангажован да спаси филм. Хичкок је у почетку био огорчен због овога, али је Монтагу препознао редитељеву техничку вештину и умеће и дао само мање сугестије, углавном у вези са картицама са титловима и поновном снимању неколико мањих сцена.
Проучавалац Хичкока, Доналд Спото, који није погледао ранија два редитељева филма, описао је Станара као „први пут да је Хичкок открио своју психолошку привлачност везом између секса и убиства, између екстазе и смрти.” Спото је такође изјавио: „Монтагуова тврдња да је Хичкокова монтажа садржала до 500 титлова делује као вероватно претеривање, али он је током летњих месеци радио са редитељем на затезању филма. Једно од других побољшања било је ангажовање америчког постер-уметника Едварда Макнајта Кауфера да дизајнира анимиране картице са титловима”.
Успешна комерцијална пројекција ремонтованог филма превазишла је Вулфове претходне примедбе и његов биоскопски успех је омогућио британско издавање Хичкоковог претходног филма, Планински орао.

## Теме
Станар укључује многе теме Хичкокових претходних и будућих радова; према Филипу Френчу, који је писао за The Guardian, Хичкок користи теме „фасцинације техником и решавањем проблема, опседнутости плавушама, страха од ауторитета, амбивалентност према хомосексуалности” у Станару.

## Значај и наслеђе
По изласку, филм је остварио критичан и комерцијални успех. У рецензији за часопис Bioscope, назван је „најбољим британским филмом икада снимљеним”. На веб-сајту Rotten Tomatoes, филм има рејтинг одобравања од 96% на основу 25 рецензија, са просечном оценом 7,70/10.
Станар је наставио са темама које ће се провлачити кроз већи део Хичкоковог каснијег рада, као што је она о невином човеку у бекству због злочина који није починио. Хичкок је наводно проучавао актуелне филмове Ф. В. Мурнауа и Фрица Ланга, чији се утицај може видети у злокобним угловима камере и клаустрофобичном осветљењу. Иако је Хичкок претходно снимио већ два филма, у каснијим годинама редитељ ће Станара називати првим правим „Хичкоковим филмом”. Почевши од Станара, Хичкок је помогао у обликовању модерног жанра филмског трилера.
По доласку у Сједињене Државе 1940. Хичкок је био укључен у радио адаптацију филма са Хербертом Маршалом, Едмундом Гвеном и Лурен Татл. У својој рецензији ове адаптације, Variety је написао: „Хичкок је редитељ са изузетно оштрим слухом. Он постиже своје резултате ритмичким ударањем нервног система налик Равелу. Музика, звучни ефекти, различити еквиваленти шкрипавих ципела, дубоко дисање, бестелесни гласови мешају се у приповедању приче са све већом акумулацијом малих дескриптивних додира који пирамидирају напетост.” Адаптација чува оригинални крај романа, а не крај филма и не решава питање о томе да ли је станар заправо убица.
Почетком 1942. Los Angeles Times је известио да Хичкок разматра римејк филма Станар у боји након завршетка филма Саботер (1942), али није успео да добије права за филм.
Многи сматрају да је Станар Хичкоков најбољи неми филм.